# تکسیکی بگیریستین
تکسیکی بگیریستین فوتبالیست بازنشسته متولد کشور اسپانیاست. او سابقهٔ حضور در اسپانیا را به عنوان بال داشته‌است.